# فاروق إسماعيل
فاروق عباس إسماعيل (25مارس 1957) أستاذ جامعي وباحث سوري مختص في فقه اللغات السامية وحضارات الشرق القديم. من جامعة توبنجن الألمانية 1991. يعمل حالياً بصفة باحث في قسم لغات وحضارات الشرق القديم في جامعة برلين الحرة الألمانية، وسابقاً بروفيسور في جامعة حلب السورية.
قام بالتدريس في وطنه سوريا في عدة جامعات؛ أقسام: اللغة العربية، التاريخ، الآثار في جامعة حلب، وجامعة الفرات بفروعها الثلاثة، وفي قسم التاريخ بجامعة البعث بحمص، وفي قسم الآثار بإدلب.
وفي خارج وطنه عمل في قسم التاريخ بكلية التربية بالمحويت - جامعة صنعاء وفي جامعة تعز (اليمن). وفي قسم اللغة والثقافة الكردية في جامعة ماردين - تركيا. وفي جامعة هامبورغ الألمانية (2017-2019). يعد من أبرز المختصين في اللغة الأكّادية والكتابات المسمارية، والنقوش الآرامية والفينيقية، كما يهتم بالنقوش اليمنية القديمة والمخطوطات الكردية.

## الكتب المؤلفة
1- أبحاث الندوة العالمية حول تاريخ سورية والشرق الأدنى القديم منشورات جامعة حلب 1996 (تحرير)                     
3- اللغة الآرامية القديمة. منشورات جامعة حلب 1997.
4- إرّا وملك كل الديار، ملحمة بابلية.  دار جدل، حلب 1998.

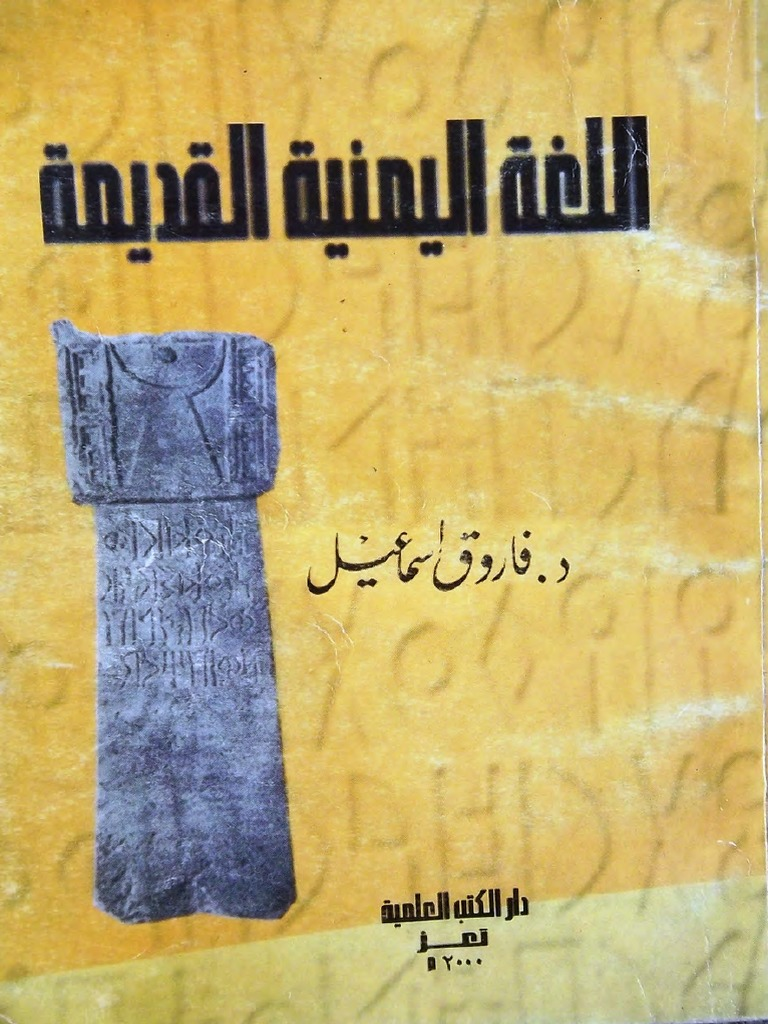
اللغة اليمنية القديمة

5- اللغة اليمنية القديمة.  دار الكتب العلمية، تعز 2000.
6- مراسلات العمارنة الدولية «وثائق مسمارية من القرن 14 ق. م». دار إنانا، دمشق 2010.
7- الوجيز في اللغة العبرية القديمة.  دار الفرقان للغات، حلب 2011م.
8- كتابات قديمة أبجدية. (مشترك مع د. محمد تمام أيوبي) منشورات جامعة حلب، حلب 2013م.
9- نقوش آرامية من دور كتليمو في سوريا. سلسلة بحوث تاريخية (45)، الجمعية التاريخية السعودية، جامعة الملك سعود، الرياض 2015.
10- النقوش الفينيقية في تركيا. دار صفحات، دمشق 2017.
11- الكتابة المسمارية. دار الزمان، دمشق 2018.
12- شُبَت إنليل «تل ليلان» حاضرة الجزيرة السورية في القرن 18 ق.م. دار الزمان، دمشق 2018.

## الكتب المترجمة عن اللغة الألمانية
1- جرنوت فيلهلم: الحُوريون. تاريخهم وحضارتهم. دار جدل، حلب 2000.
2- كلاوس شيبمان: تاريخ الممالك القديمة في جنوبي الجزيرة العربية. مركز الدراسات والبحوث اليمني، سلسلة بحوث ودراسات (10)، صنعاء 2002.
3- ف. فون زودن: مدخل إلى حضارات الشرق القديم. دار المدى – دمشق 2003.
4- ناديا خوليديس، لوتس مارتين: تل حلف والمنقب الأثري فون اوبنهايم.  دار الزمان – دمشق 2006.
5- كاي كوهلماير: معبد إله الطقس في قلعة حلب. منشورات وزارة الثقافة – دمشق 2006م.
6- ايفا كانجيك – كيرشباوم: تاريخ الآشوريين القديم.  دار الزمان – دمشق 2008.
كما نشر نحو أربعين بحثاً في مجال تخصصه، وشارك في العديد من المؤتمرات العلمية، وكان باحثا زائراً في عدة جامعات أوروبية (كوبنهاجن، روما الثالثة، فورتس بورغ، ماربورغ) وفي جامعة عين شمس -القاهرة. وأشرف على العديد من رسائل الدراسات العليا.
يكتسب كتابه الضخم: مراسلات العمارنة الدولية «وثائق مسمارية من القرن 14ق.م» أهمية خاصة؛ وقد ضم نشراً كاملاً (هو الأول من نوعه باللغة العربية) لأرشيف من النصوص المدونة بالكتابة المسمارية واللغة الأكدية، المكتشفة في جنوبي مصر، وهي رسائل تبادلها الملكان المصريان (أمنحتب الثالث، أمنحتب الرابع) مع ملوك كبرى ممالك الشرق القديم (ميتاني - حثي - بابل) وملوك آشور والاشيا، أو مع حكام مدن في بلاد الشام. ولذلك تعدر مصدراً أساسياً لكتابة تاريخ الشرق القديم خلال القرن 14 ق.م.

## نشاطاته الأثرية
1- المشاركة في التنقيب الأثري لبعثة جامعة ييـل الأمريكية في تل ليلان ثمانية مواسم تنقيبية خلال السنوات 1980 – 1995.
2- إدارة فريق جامعة حلب في البعثة السورية الألمانية المشتركة في تل مسكنة (إيمار- بالس) خلال  1992 – 1996.
3- المشاركة في التنقيب الأثري للبعثة السورية - الأوربية المشتركة في تل بيدر خلال 1994.
4- خبير استشاري لدى المديرية العامة للآثار والمتاحف في سورية (2003 – 2006).